# 닛코 가나야 호텔
닛코 가나야 호텔(일본어: 日光金谷ホテル, 영어: Nikko Kanaya Hotel)은 일본 도치기현 닛코시에 있는 호텔이다. 1873년 6월 개업하였으며, 일본에서 현존하는 가장 오래된 호텔로서 등록 유형문화재에 등록되어 있다. 2016년에 도부 철도가 약 60%의 주식을 취득하여 도부 그룹이 되었다.

## 같이 보기
- 후지야 호텔
- 나라 호텔